# Казанский собор (Волгоград)
Храм Каза́нской ико́ны Бо́жией Ма́тери (Каза́нский храм, Казанский собор) — православный храм в Волгограде. Относится к Зацарицынскому благочинию Волгоградской епархии Русской православной церкви. В 1991—2021 годах был кафедральным собором епархии.
Главный престол освящён в честь Казанской иконы Божией Матери.

## История

### История Казанской церкви в Царицыне
Первая церковь во имя Казанской иконы Божией Матери была построена внутри Царицынской крепости ещё в начале XVIII века. Однако она просуществовала недолго; по всей видимости, сгорела. В 1709 году скончался Пётр Димитриев, один из священников церкви, и другой иерей Фёдор Дмитриев с прихожанами просят астраханского митрополита Сампсона посвятить им в попы дьякона Алексея Игнатьева.
На том месте, где сегодня располагается Казанский храм, ранее стояла деревянная часовня «близ ветряных мельниц во второй части». Современники отмечали, что кладбище в то время было не окопано и не огорожено, но зато отсюда открывался самый лучший вид на город.

### Современный храм
В 1894 году епископ Саратовский и Царицынский Николай (Налимов) осматривает место под новый Казанский храм. Закладка состоялась 29 августа того же года. Строилась церковь на средства прихожан как кладбищенская церковь на Дар-горе. Огромную роль в возведении храма сыграл протоиерей Иоанн Никольский. Автор проекта — саратовский архитектор Михаил Николаевич Грудистов, взявший за основу храм Александра Невского при русском посольстве в Париже. 23 августа 1899 года епископ Саратовский и Царицынский Иоанн (Кратиров) освятил церковь.
В церкви с 1902 года служил псаломщик Николай Алексеевич Долецкий, позже он стал дьяконом, при советской власти его арестовали.
В 1904 году к основному помещению церкви были пристроены трапезная и колокольня.
В 1907 году сюда назначают протоиерея Ивана Стефановича Смирнова, который стал настоятелем храма и избирался постоянным депутатом на епархиальные съезды духовенства в 1910—1912 годах. С 1908 года в Казанской церкви служит иерей Алексей Александрович Ушаков, бывший одновременно уездным миссионером. С 1909 года здесь дьяконствует Николай Павлович Соколов. В марте 1913 года он устраняется от должности «до решения дела». В 1912 году к храму принадлежат 6306 прихожан, приписано 20 инославных, 56 старообрядцев, 50 сектантов.

### После революции
После Октябрьской революции из церкви была изъята большая часть ценностей. Так, 20 марта 1920 года комиссия по изъятию церковных ценностей произвела реквизицию.
На 1924 год храм относился к патриаршей Церкви. В это время в церкви служили протоиерей Виктор Поляков, священник Андрей Хмелёв, дьякон Проскуряков, псаломщик Долецкий. Обновленцы подают на них жалобу в административный отдел.
В 1930-е годы, несмотря на гонения, приход оставался действующим. По состоянию на 1 марта 1932 года он числится за «староцерковниками» — приверженцами патриаршей Церкви. Затем храм попал под управление обновленцев.
В архивных документах имеются сведения о том, что храм функционировал на 28 ноября 1936 года и на конец 1937 года, являясь одним из трёх, остававшихся в руках обновленцев.
До ареста в 1935 году в церкви служили священники Владимир Князевский, Евгений Мегарский, Ефим Саблин, псаломщик Фёдор Кочетков, дьякон Долецкий и просфорница И. С. Круглякова.
В 1937 году по статье 58-10 УК РФСФСР арестовывают священника Александра Петровича Соколова, дьякона Тимофея Ивановича Акимова и старосту Василия Ильича Солоухова, приговаривают их к длительным срокам заключения.
До начала войны в церкви служил иеромонах Самсон, одна из книг личной библиотеки которого хранится в настоящее время в Центре русской культуры «Воскресение».
При Казанской церкви постоянно находились православные люди, которые за свои предсказания славились среди народа как юродивые. Перед войной в Сталинграде появился блаженный Адриан, известны были царицынские блаженные Татьяна и Екатерина.
15 декабря 1939 года Казанскую церковь закрывают. Она была переоборудована в хлебозавод.

### Сталинградская битва
Во время Сталинградской битвы здание храма серьёзно пострадало. Как пишет бывший начальник УНКВД генерал-лейтенант А. И. Воронин, «по приказу временного коменданта Сталинграда фашиста Леннинга в храме на Дар-горе на рождество (декабрь 1942 года -Авт.) прошёл молебен в честь „грядущих“ побед немецкого оружия. На молебне присутствовали исключительно немцы». Возможно, служил тогда армейский капеллан или привезённый с собой немцами священник, так как иерей Дмитрий Днепровский был сразу вывезен врагом из города в Чернышковский район. Косвенно подтверждает твёрдость духа наших священников и тот факт, что после войны репрессированных за службу у немцев не имелось, и властями даже рассматривался вопрос о награждении героических пастырей. В докладной записке УНКВД «О положении в г. Сталинграде в период его частичной оккупации и после изгнания оккупантов» от 1 апреля 1943 года говорится: «В церкви на Дар-Горе служба проводилась всего два раза — на рождество и крещение. Посещаемость церквей была крайне низкой». Яркий пример героизма проявил разведчик Саша Филиппов, повешенный на акации напротив Благовещенской церкви на Дар-горе(ныне здание Гор ГАИ). Как пишет его отец А. Т. Филиппов, у храма росли три акации, а возле него в убежищах прятались люди, слышавшие последний крик Саши: «Всё равно наши придут и перебьют вас, как бешеных собак!». По воспоминаниям старожилов, бомбардировки наших самолётов повредили собор (вероятно, пытались накрыть огнём немцев). Сталинградцы решили его восстанавливать. Хотя официальное открытие храма состоялось 27 июля 1945 года, богослужения начались только 10 сентября в частном доме № 18 по ул. Аткарской (ныне на его месте остановка трамвая «Улица Ростовская»).

### Восстановление храма
В апреле 1946 года сохранившуюся коробку здания передали верующим. Под руководством архитектора Василия Симбирцева храм был восстановлен и в 1948 году освящён архиепископом Астраханским и Сталинградским Филиппом (Ставицким). При этом в ходе реконструкции максимально сохранялся первоначальный вид здания.
В течение всего последующего времени здание использовалось по прямому назначению.
В начале 1950-х годов храм был расписан. В 1954 году по рапорту архиепископа Астраханского и Сталинградского Сергия (Ларина) указом патриарха Алексия церковь была возведена в ранг собора. Он носит имя чудотворной Казанской иконы Божьей Матери.
В 1955 году протоиереем Казанского собора был Сергий Соловьев.
В 1956—1958 годах в соборе вторым священником служил иросхимонах Сампсон (Сиверс).

### Реконструкция 2010 года
Ещё в конце 2009 года ключарь собора протоиерей Николай Пичейкин обратился к депутатам областной думы. Он рассказал, что происходит разрушение храма, вызванное, в первую очередь, недостатками кровли.
Весной 2010 года митрополит Волгоградской и Камышинской Герман обратился к общественности и власти региона с просьбой помочь в реконструкции Казанского кафедрального собора.
Глава администрации Волгоградской области Анатолий Бровко обратился в Министерство культуры РФ для решения вопросов, связанных с реставрацией собора. При этом была предложена схема софинансирования реставрационных работ из федерального и регионального бюджетов. Помимо этого, 15 миллионов рублей для ремонта кровли выделила одна из компаний региона.
Реставрация была произведена как внутри храма, так и на улице. Здание приобрело облик, который оно имело до революции: луковичные купола заменили шатрами, при этом к имеющимся двум прибавились ещё четыре купола. Новые купола изготовлены в Волгодонске.
В период ремонтных работы храм действовал в обычном режиме. 

## Архитектура и убранство
План церкви традиционный: храм имеет форму креста, построен в традициях новгородской школы. Здание кирпичное.
В целом стиль здания характерен для эклектики архитектуры Царицына конца XIX века. Здание построено в русском стиле.
Фасады решены в кирпичной кладке с использованием местами лепных деталей. Как отмечают искусствоведы, декор элементов храма стилизован под древнерусские формы.

## Постройки
- Собственно храм
- Колокольня
- Трапезная
- Трёхгодичная церковно-приходская школа — размещалась напротив храма на улице Елецкой.

Обучались девочки.
К храму примыкало и кладбище 2-й части города, где захоронения начали осуществляться после 1820 года. Поэтому прихрамовая территория иногда называлась Кладбищенской площадью.

## Настоятели
| Даты                                     | Настоятель                                 | Примечание      |
| ---------------------------------------- | ------------------------------------------ | --------------- |
| ≈1907                                    | протоиерей Иван Стефанович Смирнов         |                 |
|                                          |                                            |                 |
| 15 декабря 1939 года — 27 июля 1945 года | период закрытия                            | период закрытия |
|                                          |                                            |                 |
| 1947                                     | отец Григорий Лапин                        | не утверждён    |
| 31 октября 1947 — …                      | протоиерей Павел Нечаев                    |                 |
| 1955                                     | протоиерей Сергий Григорьевич Соловьев     |                 |
| 1994—2011                                | митрополит Герман (Тимофеев) (род. в 1937) |                 |
|                                          |                                            |                 |
| 2011—2020                                | протоиерей Вячеслав Жебелев                |                 |
| 2021-2024                                | протоиерей Алексей Кузнецов                |                 |
| 2024-                                    | иерей Вячеслав Патрин                      |                 |